# Hanchinasiddapura, Bhadravati
Hanchinasiddapura là một làng thuộc tehsil Bhadravati, huyện Shimoga, bang Karnataka, Ấn Độ.